# ユニバーサル・イースター・セレブレーション
- ユニバーサル・デスティネーションズ&エクスペリエンシズ > ユニバーサル・スタジオ・ジャパン > ユニバーサル・スタジオ・ジャパンのスペシャルイベント > ユニバーサル・イースター・セレブレーション
- 復活祭 > ユニバーサル・イースター・セレブレーション

「ユニバーサル・イースター・セレブレーション」（英: Universal Easter Celebration）は、ユニバーサル・スタジオ・ジャパンで2013年から実施されている、イースターをテーマとした期間限定のスペシャルイベントである。このイベントは、「ユニバーサル・ワンダーランド」のオープン1周年を記念して開始された。

2015年よりキユーピー株式会社が協賛している。

## 2013年
2013年は、「ユニバーサル・ワンダーランド」のオープン1周年を記念して、同年3月15日から6月30日までの期間に初めて開催された。

### ユニバーサル・レインボー・サーカス
| ユニバーサル・レインボー・サーカス Universal Rainbow Circus | ユニバーサル・レインボー・サーカス Universal Rainbow Circus |
| ----------------------------------------------------------- | ----------------------------------------------------------- |
| 開始日                                                      | 2013年3月15日                                               |
| 終了日                                                      | 2013年6月30日                                               |
| 開催場所                                                    | グラマシーステージ                                          |
| タイプ                                                      | ステージ・ショー                                            |
| 所要時間                                                    | 約20分                                                      |

「ニューヨーク・エリア」にあるグラマシーステージで上演されていたステージショー。

世界で活躍するパフォーマーによる超人的なアクロバットと、キャラクターの愛らしい世界観を融合させた内容であった。高速回転するホイールの内側や外側を跳び回る「ホイール・オブ・エキサイトメント」や、高さ約10メートル、飛距離約20メートルの空中をパフォーマーが巨大な大砲から発射される「ヒューマン・キャノンボール」など、迫力ある演目が展開された。

### エッグ・ハント・ラリー
| エッグ・ハント・ラリー egg-hunt rally | エッグ・ハント・ラリー egg-hunt rally           |
| ------------------------------------- | ----------------------------------------------- |
| 開始日                                | 2013年3月15日                                   |
| 終了日                                | 2013年6月30日                                   |
| 開催場所                              | ユニバーサル・ワンダーランド ハリウッド・エリア |
| 開催時間                              | 随時催行                                        |
| タイプ                                | ラリー                                          |
| 有料チケット                          | 参加料：1名500円                                |

「ユニバーサル・ワンダーランド」と「ハリウッド・エリア」で実施されていた体験型ラリーイベント。パーク内の各所に隠されたエルモ、スヌーピー、ハローキティをモチーフにしたイースターエッグを探し出すという内容であった。参加料金は1人500円で、イースターエッグを見つけると、イースターにちなんだプレゼントが贈られた。

### キッズ・エッグ・ハント
| キッズ・エッグ・ハント Kids' Egg Hunt | キッズ・エッグ・ハント Kids' Egg Hunt  |
| ------------------------------------- | -------------------------------------- |
| 開始日                                | 2013年3月15日                          |
| 終了日                                | 2013年6月30日                          |
| 開催場所                              | セサミのビッグ・ドライブ               |
| タイプ                                | ストリート・ショー                     |
| 利用制限                              | 年齢制限：3歳～12歳 推奨年齢：3歳～6歳 |

「ユニバーサル・ワンダーランド」にあるアトラクション「セサミのビッグ・ドライブ」内で行われていたストリートショー。ハローキティ、スヌーピー、エルモが登場し、キャラクターたちが隠したイースターエッグを探すという内容であった。見つけたエッグをキャラクターのもとに持って行くと、プレゼントが贈られた。参加対象は3歳から12歳までの子どもで、推奨年齢は3歳から6歳とされていた。

### フード
「ユニバーサル・ワンダーランド」内では、エッグのデコレーションと同じデザインの「イースター・クッキー」が提供された。また、「ビバリーヒルズ・ブランジェリー」では、イースター・バニーをモチーフにした「イースター・バニー ～ベリー・チーズケーキ～」や、卵型の「イースター・エッグ ～ホワイトチョコムース＆アプリコット～」といったケーキが提供された。

### グッズ
「キャラクターズ・フォー・ユー」では、スヌーピー、ハローキティ、エルモなどのキャラクターがイースターバニーに変身したぬいぐるみが販売された。その他にも、「ストラップセット」や「ロケット鉛筆セット」、クランチチョコレートとクッキーが入った「アソートスイーツ」など、パークの仲間がイースターエッグにデザインされたグッズが販売された。

## 2014年
2014年は、3月8日から6月30日までの期間に開催された。

### イースター・エッグハント・ラリー
| イースター・エッグハント・ラリー Easter Egg Hunt Rally | イースター・エッグハント・ラリー Easter Egg Hunt Rally |
| ------------------------------------------------------ | ------------------------------------------------------ |
| 開始日                                                 | 2014年3月8日                                           |
| 終了日                                                 | 2014年6月30日                                          |
| 開催場所                                               | ユニバーサル・ワンダーランド                           |
| 開催時間                                               | 随時催行                                               |
| タイプ                                                 | ラリー                                                 |
| 有料チケット                                           | 参加料：1名800円                                       |

「ユニバーサル・ワンダーランド」で実施されていた体験型ラリーイベント。パーク内の各所に隠されたエルモ、スヌーピー、ハローキティをモチーフにしたイースターエッグを探し出すという内容であった。参加料金は1人800円で、イースターエッグを見つけると、イースターにちなんだプレゼントが贈られた。

### イースター・フォトオポチュニティ
| イースター・フォトオポチュニティ Easter Photo Opportunity | イースター・フォトオポチュニティ Easter Photo Opportunity |
| --------------------------------------------------------- | --------------------------------------------------------- |
| 開始日                                                    | 2014年3月8日                                              |
| 終了日                                                    | 2014年6月30日                                             |
| 開催場所                                                  | ユニバーサル・ワンダーランド                              |
| タイプ                                                    | フォトオポチュニティ                                      |

「ユニバーサル・ワンダーランド」内の各所で実施された、イースターバニーに扮した『セサミストリート』や『ピーナッツ』、ハローキティのキャラクターたちと写真撮影を楽しむことができるフォトスポット。

## 2015年
2015年は、3月6日から6月30日までの期間に開催された。
同年3月18日には、大幅にリニューアルされた「ユニバーサル・ワンダーランド」がグランドオープンし、それに合わせてイベントが実施された。
「ハリウッド・エリア」にある「スタジオ・スターズ・レストラン」では、イースターにちなんだ「ふわふわオムレツとハンバーグのイースター・ドリア」や、カラフルなうずらの卵をトッピングしたサラダなどの特別メニューが提供された。また、同レストラン前には大きな卵が設置され、自分だけの卵を選べる「イースター・エッグハント」が展開された（「イースター・エッグハント・セット」を購入したゲストが対象）。さらに、イースター・バニーに扮したキャラクターたちのグッズも多数販売された。

## 2016年
2016年は、3月4日から6月30日までの期間に開催された。

### イースター・エッグ・チャレンジ
| イースター・エッグ・チャレンジ Easter Egg Challenge | イースター・エッグ・チャレンジ Easter Egg Challenge |
| --------------------------------------------------- | --------------------------------------------------- |
| 開始日                                              | 2016年3月4日                                        |
| 終了日                                              | 2016年6月30日                                       |
| 開催場所                                            | ユニバーサル・ワンダーランド                        |
| 開催時間                                            | 11:00～18:00                                        |
| スポンサー                                          | キユーピー株式会社                                  |
| 有料チケット                                        | 参加料：1名800円                                    |

「ユニバーサル・ワンダーランド」で実施されていたイベント。ゲストはスプーンを使って卵を運びながら迷路をクリアするという内容であった。参加料金は1人800円で、クリアするとイースターにちなんだロゼット・ブローチ型メダルが贈られた。

### ワンダーランド・パーティ・グリーティング ～イースターver.～
| ワンダーランド・パーティ・グリーティング ～イースターver.～ Wonderland Party Greeting - Easter ver. | ワンダーランド・パーティ・グリーティング ～イースターver.～ Wonderland Party Greeting - Easter ver. |
| --------------------------------------------------------------------------------------------------- | --------------------------------------------------------------------------------------------------- |
| 開始日                                                                                              | 2016年3月4日                                                                                        |
| 終了日                                                                                              | 2016年6月30日                                                                                       |
| 開催場所                                                                                            | ユニバーサル・ワンダーランド                                                                        |
| タイプ                                                                                              | ストリート・ショー                                                                                  |
| スポンサー                                                                                          | キユーピー株式会社                                                                                  |

「ユニバーサル・ワンダーランド」の各所で行われていたストリートショー。

### フード・グッズ
3月1日からは、キユーピー株式会社がレストラン「ビバリーヒルズ・ブランジェリー」に協賛したことにより、イースターをテーマにしたフードメニューが提供され、イベントと連動した消費者キャンペーンも展開された。さらに、「イースター・ライスセット」など、イースターらしい卵を使ったフードや、スヌーピーやハローキティをテーマにしたメニューも提供された。また、イースター仕様の衣装を身にまとったエルモ、ハローキティ、スヌーピーなど、パークの仲間をモチーフにしたグッズが販売された。

## 2017年
2017年は、3月3日から6月25日までの期間に開催された。

### イースターたまごはこびチャレンジ
| イースターたまごはこびチャレンジ Carry the Egg Challenge | イースターたまごはこびチャレンジ Carry the Egg Challenge |
| -------------------------------------------------------- | -------------------------------------------------------- |
| 開始日                                                   | 2017年3月3日                                             |
| 終了日                                                   | 2017年6月25日                                            |
| 開催場所                                                 | ユニバーサル・ワンダーランド                             |
| スポンサー                                               | キユーピー株式会社                                       |
| 有料チケット                                             | 参加料：1名800円                                         |

「ユニバーサル・ワンダーランド」で実施されていたイベント。ゲストはスプーンを使って卵を運びながら迷路をクリアするという内容であった。参加料金は1人800円で、クリアするとイースターにちなんだロゼット・ブローチ型メダルが贈られた。

### ユニバーサル・ワンダーランド・フレンズ ～イースターver.～
| ユニバーサル・ワンダーランド・フレンズ ～イースターver.～ Universal Wonderland Friends ~Easter ver. | ユニバーサル・ワンダーランド・フレンズ ～イースターver.～ Universal Wonderland Friends ~Easter ver. |
| --------------------------------------------------------------------------------------------------- | --------------------------------------------------------------------------------------------------- |
| 開始日                                                                                              | 2017年3月3日                                                                                        |
| 終了日                                                                                              | 2017年6月25日                                                                                       |
| 開催場所                                                                                            | ユニバーサル・ワンダーランド                                                                        |
| タイプ                                                                                              | ストリート・ショー                                                                                  |
| スポンサー                                                                                          | キユーピー株式会社                                                                                  |

「ユニバーサル・ワンダーランド」の各所で行われていたストリートショー。

### フード・グッズ
「ビバリーヒルズ・ブランジェリー」では、「イースター厚焼きたまごサンドセット」や「イースター・ソフトクリーム＆プリンサンデー」など、イースターをテーマにしたフードが提供された。また、イースター仕様の衣装を身にまとったエルモ、ハローキティ、スヌーピーなど、パークの仲間をモチーフにしたグッズも販売された。

## 2018年
2018年は、3月1日から6月24日までの期間に開催された。「ユニバーサル・ワンダーランド」には、ウサギのトピアリーや緑がいっぱいの、イースターのフラワーガーデンをイメージした装飾が登場した。

### たまご探しラリー
| たまご探しラリー Egg Hunting Rally | たまご探しラリー Egg Hunting Rally |
| ---------------------------------- | ---------------------------------- |
| 開始日                             | 2018年3月1日                       |
| 終了日                             | 2018年6月24日                      |
| 開催場所                           | ユニバーサル・ワンダーランド       |
| スポンサー                         | キユーピー株式会社                 |

「ユニバーサル・ワンダーランド」で実施されていたイベント。このイベントでは、ゲストがたまご探しに挑戦する内容となっていた。見つけたたまごに関するクイズに正解すると、イースター限定のシールが贈られた。

### イースター・フォト・オポチュニティ
巨大なイースターエッグを手に記念撮影ができるフォトスポット。

### イースターたまごゲーム
たまご型のボールを転がしてビンゴに挑戦するゲーム。成功すると、イースター限定のぬいぐるみが贈られた。

### ワンダーランド・ハッピー・グリーティング ～イースターver.～
| ワンダーランド・ハッピー・グリーティング ～イースターver.～ Wonderland Happy Greetings ~Easter ver. | ワンダーランド・ハッピー・グリーティング ～イースターver.～ Wonderland Happy Greetings ~Easter ver. |
| --------------------------------------------------------------------------------------------------- | --------------------------------------------------------------------------------------------------- |
| 開始日                                                                                              | 2018年3月1日                                                                                        |
| 終了日                                                                                              | 2018年6月24日                                                                                       |
| 開催場所                                                                                            | ユニバーサル・ワンダーランド                                                                        |
| タイプ                                                                                              | ストリート・ショー                                                                                  |
| スポンサー                                                                                          | キユーピー株式会社                                                                                  |

「ユニバーサル・ワンダーランド」の各所で行われていたストリートショー。イースターバニーの姿に扮したキャラクターたちが音楽に合わせて登場した。 また、土日祝日限定で、「ビバリーヒルズ・ブランジェリー」にキャラクターたちが遊びに訪れるグリーティングイベントも開催された。

### フード
「スヌーピー・バックロット・カフェ」では、「イースター・オムレツパスタセット」や「イースター・スヌーピーシェイク」などのメニューが提供された。また、「ビバリーヒルズ・ブランジェリー」では、「イースター・サンド ～たまご＆パストラミポーク～」や「イースター・サラダ ～彩り野菜とチキン～」が提供された。

### グッズ
イースター仕様の衣装を身にまとったエルモ、ハローキティ、スヌーピーなど、パークの仲間をモチーフにしたぬいぐるみや、「たまごカステラセット」、「スタンプセット」などのグッズが販売された。

## 2019年
2019年は、3月15日から6月23日までの期間に開催された。「ユニバーサル・ワンダーランド」に加え、「ミニオン・パーク」でも、ミニオンらしい「ハチャメチャかわいいイースター」が初めて実施された。また、パーク開業以来初の“スプリング・サポーター”として、女優の石原さとみが就任した。

### ミニオン・ハチャメチャ・グリーティング ～イースターver.～
| ミニオン・ハチャメチャ・グリーティング ～イースターver.～ Minions Hacha-Mecha Greeting ~Easter ver. | ミニオン・ハチャメチャ・グリーティング ～イースターver.～ Minions Hacha-Mecha Greeting ~Easter ver. |
| --------------------------------------------------------------------------------------------------- | --------------------------------------------------------------------------------------------------- |
| 開始日                                                                                              | 2019年3月15日                                                                                       |
| 終了日                                                                                              | 2019年6月23日                                                                                       |
| 開催場所                                                                                            | ミニオン・パーク                                                                                    |
| タイプ                                                                                              | グリーティング                                                                                      |
| スポンサー                                                                                          | キユーピー株式会社                                                                                  |

イースター仕様のコスチュームを着たミニオンに初めて出会えるグリーティング。おもしろくてかわいい姿のミニオンたちが登場し、ふれあうことができた。

### イースター・エッグをさがそう！
2018年に好評を博したたまご探しラリーがパワーアップして登場した。今年は、イースター装飾が施された2つのエリアを巡りながら、たまご探しに挑戦する内容となっている。すべてのたまごを見つけることができると、ごほうびとしてかわいいロゼットが贈られる。2つのエリアそれぞれのイースターの雰囲気を楽しみながら、ラリーゲームを体験できる。

### ワンダーランド・シーズンズ・ジョイ ～イースターver.～
| ワンダーランド・シーズンズ・ジョイ ～イースターver.～ Wonderland Seasons Joy ~Easter ver. | ワンダーランド・シーズンズ・ジョイ ～イースターver.～ Wonderland Seasons Joy ~Easter ver. |
| ----------------------------------------------------------------------------------------- | ----------------------------------------------------------------------------------------- |
| 開始日                                                                                    | 2019年3月15日                                                                             |
| 終了日                                                                                    | 2019年6月23日                                                                             |
| 開催場所                                                                                  | ユニバーサル・ワンダーランド                                                              |
| タイプ                                                                                    | グリーティング                                                                            |
| スポンサー                                                                                | キユーピー株式会社                                                                        |

ユニバーサル・ワンダーランドのキャラクターたちが、イースターのたまごをモチーフにした衣装を身にまとい登場する。音楽に合わせて一緒に踊ったり、ふれあうことができた。

### フード
イースターエッグになり、うさぎの耳をつけたミニオンとスヌーピーがデザインされた、この春限定のポップコーンバケツが初登場した。また、「ミニオン・パーク」では、ミニオンのクッキーサンドにシーズン限定フレーバーの「イースター・ミニオン・クッキーサンド ～カスタードプリン～」が登場した。
「ユニバーサル・ワンダーランド」にある「スヌーピー・バックロット・カフェ」では、スヌーピーのフェイスデザインが特徴の「イースター・バーガーセット」が提供された。また、「ビバリーヒルズ・ブランジェリー」では、イチゴをアクセントにした「パワーサラダ イースター（グリルチキン＆イチゴ）」や、タマゴとパストラミを使用したイースター限定の「イースター・サンドウィッチセット」が提供された。

### グッズ
うさぎの耳をあしらったエルモ、モッピー、スヌーピー、ハローキティのぬいぐるみや、チャームセット、マシュマロセットなどが販売された。

## 2021年
2021年は3月12日から6月27日までの期間に開催された。前回の開催は新型コロナウイルス感染症の世界的流行の影響で中止されており、2年ぶりの開催となった。

### ワンダーランド・シーズンズ・ジョイ ～イースターver.～
| ワンダーランド・シーズンズ・ジョイ ～イースターver.～ Wonderland Seasons Joy ~Easter ver. | ワンダーランド・シーズンズ・ジョイ ～イースターver.～ Wonderland Seasons Joy ~Easter ver. |
| ----------------------------------------------------------------------------------------- | ----------------------------------------------------------------------------------------- |
| 開始日                                                                                    | 2021年3月12日                                                                             |
| 終了日                                                                                    | 2021年6月27日                                                                             |
| 開催場所                                                                                  | ユニバーサル・ワンダーランド                                                              |
| タイプ                                                                                    | グリーティング                                                                            |
| スポンサー                                                                                | キユーピー株式会社                                                                        |

パークの20周年を記念し、ユニバーサル・ワンダーランドのキャラクター（エルモ、スヌーピー、ハローキティなど）が特別な音楽に合わせてダンスを披露し、ゲストを迎えた。

### ミニオン・ハチャメチャ・グリーティング ～イースターver.～
| ミニオン・ハチャメチャ・グリーティング ～イースターver.～ Minions Hacha-Mecha Greeting ~Easter ver. | ミニオン・ハチャメチャ・グリーティング ～イースターver.～ Minions Hacha-Mecha Greeting ~Easter ver. |
| --------------------------------------------------------------------------------------------------- | --------------------------------------------------------------------------------------------------- |
| 開始日                                                                                              | 2019年3月15日                                                                                       |
| 終了日                                                                                              | 2019年6月23日                                                                                       |
| 開催場所                                                                                            | ミニオン・パーク                                                                                    |
| タイプ                                                                                              | グリーティング                                                                                      |
| スポンサー                                                                                          | キユーピー株式会社                                                                                  |

イースター仕様のコスチュームを着たミニオンと触れ合えるグリーティング。ユニークでかわいらしい姿のミニオンたちが登場し、ゲストと交流することができた。

### たまごさがしラリー
パーク内を巡り、エルモやミニオンたちが落としたタマゴを探す有料プログラム「たまごさがしラリー」が今年も実施された。すべてのタマゴを見つけてクリアしたゲストには、イースター限定のゴールドメダルが贈られた。

### フード・グッズ
フードでは、タマゴやウサギをモチーフにしたメニューが多数登場。「ビバリーヒルズ・ブランジェリー」では「生ハム＆イチゴのイースターサラダ」や「クロワッサンサンド ～グリルチキン＆たまご～」が提供され、「デリシャス・ミー！ ザ・クッキー・キッチン」では「イースター・ミニオン・クッキーサンド ～いちごみるく～」などが販売された。
グッズでは、ウサギの耳をあしらったハローキティのぬいぐるみや、モッピーのカチューシャなど、多彩なアイテムが登場した。

### レッツ・クッキング！かわいいイースター・パーティ
ミニオンとユニバーサル・ワンダーランドの仲間たち（エルモ、スヌーピー、ハローキティなど）が料理のお手伝いに挑戦するスペシャルWEB動画が公開された。ゲストは自宅で動画を楽しみながら、キャラクターたちと一緒に料理を作る体験ができる内容となっていた。

## 2022年
2022年は、3月4日から6月26日までの期間に開催された。

### ユニバーサル・ワンダーランド・イースター・ダンス・ア・ロング
| ユニバーサル・ワンダーランド・イースター・ダンス・ア・ロング Universal Wonderland Easter Dance-A-Long | ユニバーサル・ワンダーランド・イースター・ダンス・ア・ロング Universal Wonderland Easter Dance-A-Long |
| --- | --- |
| 開始日                                                                                                | 2022年3月4日                                                                                          |
| 終了日                                                                                                | 2022年6月26日                                                                                         |
| 開催場所                                                                                              | ユニバーサル・ワンダーランド                                                                          |
| タイプ                                                                                                | グリーティング                                                                                        |
| スポンサー                                                                                            | キユーピー株式会社                                                                                    |

イースター限定のコスチュームを着たユニバーサル・ワンダーランドのキャラクターたち（エルモ、スヌーピー、ハローキティなど）と一緒に、音楽に合わせて踊ることができるプログラムが実施された。

### ミニオン・グリーティング ～イースター ver.～
| ミニオン・グリーティング ～イースター ver.～ Minion Greetings ~Easter ver. | ミニオン・グリーティング ～イースター ver.～ Minion Greetings ~Easter ver. |
| -------------------------------------------------------------------------- | -------------------------------------------------------------------------- |
| 開始日                                                                     | 2022年3月4日                                                               |
| 終了日                                                                     | 2022年6月26日                                                              |
| 開催場所                                                                   | ミニオン・パーク                                                           |
| タイプ                                                                     | グリーティング                                                             |
| スポンサー                                                                 | キユーピー株式会社                                                         |

イースター限定のコスチュームを着たミニオンたちと触れ合えるグリーティング。

### ゴー！ゴー！イースター・マーチ
| ゴー！ゴー！イースター・マーチ Go! Go! Easter March | ゴー！ゴー！イースター・マーチ Go! Go! Easter March |
| --------------------------------------------------- | --------------------------------------------------- |
| 開始日                                              | 2022年3月4日                                        |
| 終了日                                              | 2022年6月26日                                       |
| 開催場所                                            | ハリウッド・エリア ストップエリア：ステージ22前     |
| タイプ                                              | ストリート・ショー                                  |
| スポンサー                                          | キユーピー株式会社                                  |
| 所要時間                                            | 約20分                                              |

ミニオン、エルモ、スヌーピー、ハローキティなど、パークのキャラクターたちと一緒にストリートを行進し、踊って盛り上がることができるプログラム。

### イースターたまごさがしラリー
パーク内に設置された4つのスタンプを集め、たまごの絵を完成させるイースター限定のラリー。ゴールすると、アクリルメダルが贈られた。

### フード
「ビバリーヒルズ・ブランジェリー」では、「彩り野菜と半熟卵のペイザンヌサラダ」「穴掘りイースター・バニーのムース ～フロマージュ・ブラン～」「イースター・クロワッサンサンドセット」が提供された。
「デリシャス・ミー！ ザ・クッキー・キッチン」では「イースター・ミニオン・クッキーサンド ～めっちゃフルーツ～」、「スヌーピー・バックロット・カフェ」では「イースター・カルボナーラセット」が登場。
さらに、各フードカートでは「チョコ&クッキーチュリトス」や「スウィート・ストロベリー・チュリトス」などのスイーツも販売された。

## 2023年
2023年は、3月10日から7月2日までの期間に開催された。

### ゴー！ ゴー！ イースター・マーチ
| ゴー！ゴー！イースター・マーチ Go! Go! Easter March | ゴー！ゴー！イースター・マーチ Go! Go! Easter March |
| --------------------------------------------------- | --------------------------------------------------- |
| 開始日                                              | 2023年3月10日                                       |
| 終了日                                              | 2023年7月2日                                        |
| 開催場所                                            | ハリウッド・エリア ストップエリア：ステージ22前     |
| 開催時間                                            | 3月19日、3月27日、4月1日 - 4月30日の土・日          |
| タイプ                                              | ストリート・ショー                                  |
| スポンサー                                          | キユーピー株式会社                                  |
| 所要時間                                            | 約20分                                              |

セサミストリート、ピーナッツ、ハローキティなどのパークのキャラクターたちとエンターテイナーが、軽快な音楽に合わせて隊列を組み、ストリートを進むストリート・ショー。今年は実施回数が増え、ゲストとキャラクターが一体となって踊り、より一緒に楽しめる内容へと進化した。

### ミニオン・メチャカワ・イースター・グリーティング
| ミニオン・メチャカワ・イースター・グリーティング Minions Mecha-Cawa Easter Greeting | ミニオン・メチャカワ・イースター・グリーティング Minions Mecha-Cawa Easter Greeting |
| ----------------------------------------------------------------------------------- | ----------------------------------------------------------------------------------- |
| 開始日                                                                              | 2023年3月10日                                                                       |
| 終了日                                                                              | 2023年7月2日                                                                        |
| 開催場所                                                                            | ミニオン・パーク                                                                    |
| タイプ                                                                              | グリーティング                                                                      |
| スポンサー                                                                          | キユーピー株式会社                                                                  |

初登場となる新デザインの「イースター限定コスチューム」を着たミニオンに出会えるスペシャルグリーティング。フィナーレでは、イースター・エッグをモチーフにした新しいミニオンフェイス・コンフェティが空に舞い、華やかな演出が展開された。

### ユニバーサル・ワンダ－ランド・フィール・ザ・リズム
| ユニバーサル・ワンダ－ランド・フィール・ザ・リズム Universal Wonderland Feel the Rhythm | ユニバーサル・ワンダ－ランド・フィール・ザ・リズム Universal Wonderland Feel the Rhythm |
| --------------------------------------------------------------------------------------- | --------------------------------------------------------------------------------------- |
| 開始日                                                                                  | 2023年3月10日                                                                           |
| 終了日                                                                                  | 2023年7月2日                                                                            |
| 開催場所                                                                                | ユニバーサル・ワンダーランド                                                            |
| タイプ                                                                                  | グリーティング                                                                          |
| スポンサー                                                                              | キユーピー株式会社                                                                      |

イースター限定のコスチュームを着たユニバーサル・ワンダーランドのキャラクターたち（エルモ、スヌーピー、ハローキティなど）と一緒に踊って楽しめるグリーティング・ショー。

### フード・グッズ
フードでは、「ビバリーヒルズ・ブランジェリー」で、うさぎがクロワッサンに飛び込んだようなデザインの「イースターバニー・クロワッサンサンドセット」や、ニンジン畑をモチーフにした「ニンジン畑?! のチョコレートケーキ」など、ユニークなイースター限定メニューが提供された。
「デリシャス・ミー！ ザ・クッキー・キッチン」では、「ハチャメチャ・イースターエッグ？クッキーサンド ～めっちゃフルーツ～」が登場。
グッズでは、うさぎの耳がついたカチューシャなど、イースター仕様の身に着けアイテムが販売された。

## 2024年
2024年は、3月8日から6月30日までの期間に開催された。

### ゴー！ ゴー！ イースター・マーチ
| ゴー！ゴー！イースター・マーチ Go! Go! Easter March | ゴー！ゴー！イースター・マーチ Go! Go! Easter March         |
| --------------------------------------------------- | ----------------------------------------------------------- |
| 開始日                                              | 2024年3月8日                                                |
| 終了日                                              | 2024年6月30日                                               |
| 開催場所                                            | ハリウッド・エリア ストップエリア：ステージ22前             |
| 開催時間                                            | 3月16日 - 3月31日の土・日、4月1日 - 4月2日、5月2日 - 5月5日 |
| タイプ                                              | ストリート・ショー                                          |
| スポンサー                                          | キユーピー株式会社                                          |
| 所要時間                                            | 約20分                                                      |

カラフルなイースターコスチュームを着たセサミストリート、ハローキティ、ピーナッツ、ミニオンなどのキャラクターたちが、ストリートをマーチングしながら登場するストリート・ショー。今年は、ステージ22の壁面にイースター仕様のデザインが施され、華やかな演出が加えられた。

### ミニオン・メチャカワ・イースター・グリーティング
| ミニオン・メチャカワ・イースター・グリーティング Minions Mecha-Cawa Easter Greeting | ミニオン・メチャカワ・イースター・グリーティング Minions Mecha-Cawa Easter Greeting |
| ----------------------------------------------------------------------------------- | ----------------------------------------------------------------------------------- |
| 開始日                                                                              | 2024年3月8日                                                                        |
| 終了日                                                                              | 2024年6月30日                                                                       |
| 開催場所                                                                            | ミニオン・パーク                                                                    |
| タイプ                                                                              | グリーティング                                                                      |
| スポンサー                                                                          | キユーピー株式会社                                                                  |

イースター限定のスペシャルバージョンのコスチュームを着たミニオンたちと触れ合えるグリーティング。

### ユニバーサル・ワンダーランド・ファン・ファン・ミュージック
| ユニバーサル・ワンダーランド・ファン・ファン・ミュージック Universal Wonderland Fun Fun Fun Music | ユニバーサル・ワンダーランド・ファン・ファン・ミュージック Universal Wonderland Fun Fun Fun Music |
| ------------------------------------------------------------------------------------------------- | ------------------------------------------------------------------------------------------------- |
| 開始日                                                                                            | 2024年3月8日                                                                                      |
| 終了日                                                                                            | 2024年6月30日                                                                                     |
| 開催場所                                                                                          | ユニバーサル・ワンダーランド                                                                      |
| タイプ                                                                                            | グリーティング                                                                                    |
| スポンサー                                                                                        | キユーピー株式会社                                                                                |

イースター限定の新しいコスチュームを着たユニバーサル・ワンダーランドのキャラクターたち（セサミストリート、ハローキティ、ピーナッツ）と一緒に踊って触れ合えるグリーティング。

### フード
「ビバリーヒルズ・ブランジェリー」では、ウサギのモチーフがポイントの、春らしい彩り豊かな「イースター・サンドウィッチ ～スモークハム＆グリルチキン～」のセットや、ウサギが運んできたたまごを乗せたカラフルなフルーツ＆クリームの「ハッピー・イースター！ショートケーキ」などが提供された。
「デリシャス・ミー！ ザ・クッキー・キッチン」では、「ハチャメチャ・イースターエッグ？ クッキーサンド ～カスタードクリーム＆フルーツ～」や、「ハチャメチャ・イースターエッグ？ ソーダ ～オレンジレモネード～」が登場した。

## 2025年
2025年は、3月7日から6月29日までの期間に開催予定。

### ゴー！ ゴー！ イースター・マーチ
| ゴー！ゴー！イースター・マーチ Go! Go! Easter March | ゴー！ゴー！イースター・マーチ Go! Go! Easter March |
| --------------------------------------------------- | --------------------------------------------------- |
| 開始日                                              | 2025年3月7日                                        |
| 終了日                                              | 2025年6月29日                                       |
| 開催場所                                            | ハリウッド・エリア ストップエリア：ステージ22前     |
| 開催時間                                            | 3月15日 - 4月20日の土・日、3月14日、4月1日          |
| タイプ                                              | ストリート・ショー                                  |
| スポンサー                                          | キユーピー株式会社                                  |
| 所要時間                                            | 約20分                                              |

今年初登場となるカラフルなイースターコスチュームを着たセサミストリート、ハローキティ、ピーナッツ、ミニオンなどのキャラクターたちが、ストリートをマーチングしながら登場するストリート・ショー。

### ミニオン・メチャカワ・イースター・グリーティング
| ミニオン・メチャカワ・イースター・グリーティング Minions Mecha-Cawa Easter Greeting | ミニオン・メチャカワ・イースター・グリーティング Minions Mecha-Cawa Easter Greeting |
| ----------------------------------------------------------------------------------- | ----------------------------------------------------------------------------------- |
| 開始日                                                                              | 2025年3月7日                                                                        |
| 終了日                                                                              | 2025年6月29日                                                                       |
| 開催場所                                                                            | ミニオン・パーク                                                                    |
| タイプ                                                                              | グリーティング                                                                      |
| スポンサー                                                                          | キユーピー株式会社                                                                  |

イースター限定のスペシャルバージョンのコスチュームを着たミニオンたちと触れ合えるグリーティング。

### ユニバーサル・ワンダーランド ～レッツ・ロック・トゥギャザー！～
| ユニバーサル・ワンダーランド ～レッツ・ロック・トゥギャザー！～ Universal Wonderland: Let’s Rock Together! | ユニバーサル・ワンダーランド ～レッツ・ロック・トゥギャザー！～ Universal Wonderland: Let’s Rock Together! |
| --- | --- |
| 開始日 | 2025年3月7日                                                                                               |
| 終了日 | 2025年6月29日                                                                                              |
| 開催場所                                                                                                   | ユニバーサル・ワンダーランド                                                                               |
| タイプ | グリーティング                                                                                             |
| スポンサー                                                                                                 | キユーピー株式会社                                                                                         |

季節ごとのロックミュージックに乗せて、イースター限定の新しいコスチュームを着たユニバーサル・ワンダーランドのキャラクターたち（セサミストリート、ハローキティ、ピーナッツ）と一緒に盛り上がるグリーティング。

### ステッカー配布
イースターのシンボルである“たまご”の殻をリサイクルして作られた、サステナブルなステッカーが期間限定でユニバーサル・ワンダーランドやミニオン・パークなどで無料配布された。

### フード
「ビバリーヒルズ・ブランジェリー」では、カゴに入ったたまごをイメージした「たまご＆パストラミビーフのイースター・サンドウィッチセット」や、ウサギのモチーフとパステルピンクの彩りが特徴の「イースターバニー・ケーキ ～ストロベリー＆ピーチ～」、さらに「イースター・エッグ・ケーキ ～ピスタチオ＆レモン～」が提供された。
「デリシャス・ミー！ ザ・クッキー・キッチン」では、「カラフル! イースターエッグのクッキーサンド ～プリン・アラ・モード～」や、「ハッピー! イースターバニーのシトラスパインソーダ」が登場。
「スヌーピー・バックロット・カフェ」では、「エッグ・ベネディクト風 カルボナーラ・スパゲティセット」や、「スヌーピー・イースターケーキ ～カスタード＆ストロベリー～」が提供された。

### グッズ
左右で異なるデザインのウサ耳が付いたカチューシャや、イースターデザインのスヌーピーのキャップなど、パステルカラーで春らしいコーディネートを楽しめるグッズが販売される。